# Rimouski—La Matapédia
Pour les articles homonymes, voir Rimouski (homonymie).
Circonscription électorale fédérale du Canada
Rimouski—La Matapédia est une circonscription électorale fédérale canadienne située au Québec.

## Géographie
Cette circonscription de l'est de la province établie en 2023 comprend les municipalités régionales de comté (MRC) des Basques, de La Matapédia, de La Mitis et de Rimouski-Neigette, de la région québécoise de Bas-Saint-Laurent.
Les circonscriptions limitrophes sont Côte-du-Sud—Rivière-du-Loup—Kataskomiq—Témiscouata et Gaspésie—Les Îles-de-la-Madeleine—Listuguj.

## Historique
La circonscription de Rimouski—La Matapédia est créée en 2023, constituée à partir de la moitié nord de l'ancienne circonscription de Rimouski-Neigette—Témiscouata—Les Basques et de la moitié de l'ancienne circonscription d'Avignon—La Mitis—Matane—Matapédia.

## Députés
| Législature | Années          | Député                   | Parti | Parti          |
| --- | --------------- | ------------------------ | ----- | -------------- |
| Rimouski—La Matapédia issue de Rimouski-Neigette—Témiscouata—Les Basques et d'Avignon—La Mitis—Matane—Matapédia |                 |                          |       |                |
| 45e | 2025 – en cours | Maxime Blanchette-Joncas |       | Bloc québécois |